# 欧文·拉兹洛

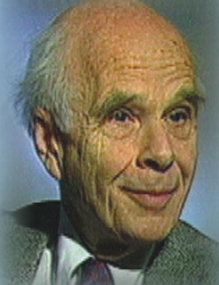

欧文·拉兹洛（匈牙利語：László Ervin，1932年—），匈牙利科学哲学家、系统理论家、整体理论家、古典钢琴家。他发表了75本专著和超过400篇论文，并是《世界未来：广义进化论杂志》主编。他是布达佩斯俱乐部的创始人。

## 著作
- 《进化》（1988年）社会科学文献出版社
- 《决定命运的选择》（1997年）生活·读书·新知三联书店
- 《意识革命》（2001年）社会科学文献出版社
- 《巨变》（2002年）中信出版社
- 《人类的内在限度》（2004年）社会科学文献出版社
- 《布达佩斯俱乐部全球问题最新报告》（2004年）社会科学文献出版社
- 《全球脑的量子跃迁》（2010年）金城出版社
- 《自我实现的宇宙》（2015年）浙江人民出版社
- 《世界走入混沌点》（2015年）陕西人民出版社
- 《宇宙的智慧》（2020年）中国民主法制出版社